# 王篤慶
王篤慶（1767年—？），字厚夫，号省山，山东东昌府聊城县人，清朝政治人物。

## 生平
乾隆己酉副貢，嘉庆辛酉举人，壬戌进士。官至云南丁卯戊辰同考官；丙子内监试；云南迤南兵备道。诰授中宪大夫。

## 家族
六世祖王功成是顺治六年己丑科进士；弟弟王衍慶，乾隆壬子科举人，官四川江津县知县、福建興化、漳州府知府等职；侄子王寶權是道光三十年庚戌科进士。